# Hitachinaka
Hitachinaka (japanisch ひたちなか市, -shi) ist eine Stadt in der Präfektur Ibaraki in Japan.

## Geographie
Hitachinaka liegt südlich von Hitachi und nördlich von Mito.

## Geschichte
Hitachinaka entstand am 1. November 1994 durch Zusammenlegung der Städte Katsuta (勝田市) und Nakaminato (那珂湊市).
Die Naturkatastrophe des Tōhoku-Erdbebens am 11. März 2011 mit dem nachfolgenden Tsunami forderte in Hitachinaka drei Tote. 86 Wohngebäude wurden völlig und 801 weitere teilweise zerstört.

## Verkehr
- Zug:
  - JR Jōban-Hauptlinie nach Ueno (Tōkyō) und Sendai
  - Die Stichlinie der Minato-Bahn zur Küste
- Straße:
  - Nationalstraße 6 nach Tōkyō oder Sendai
  - Nationalstraße 245

## Wirtschaft

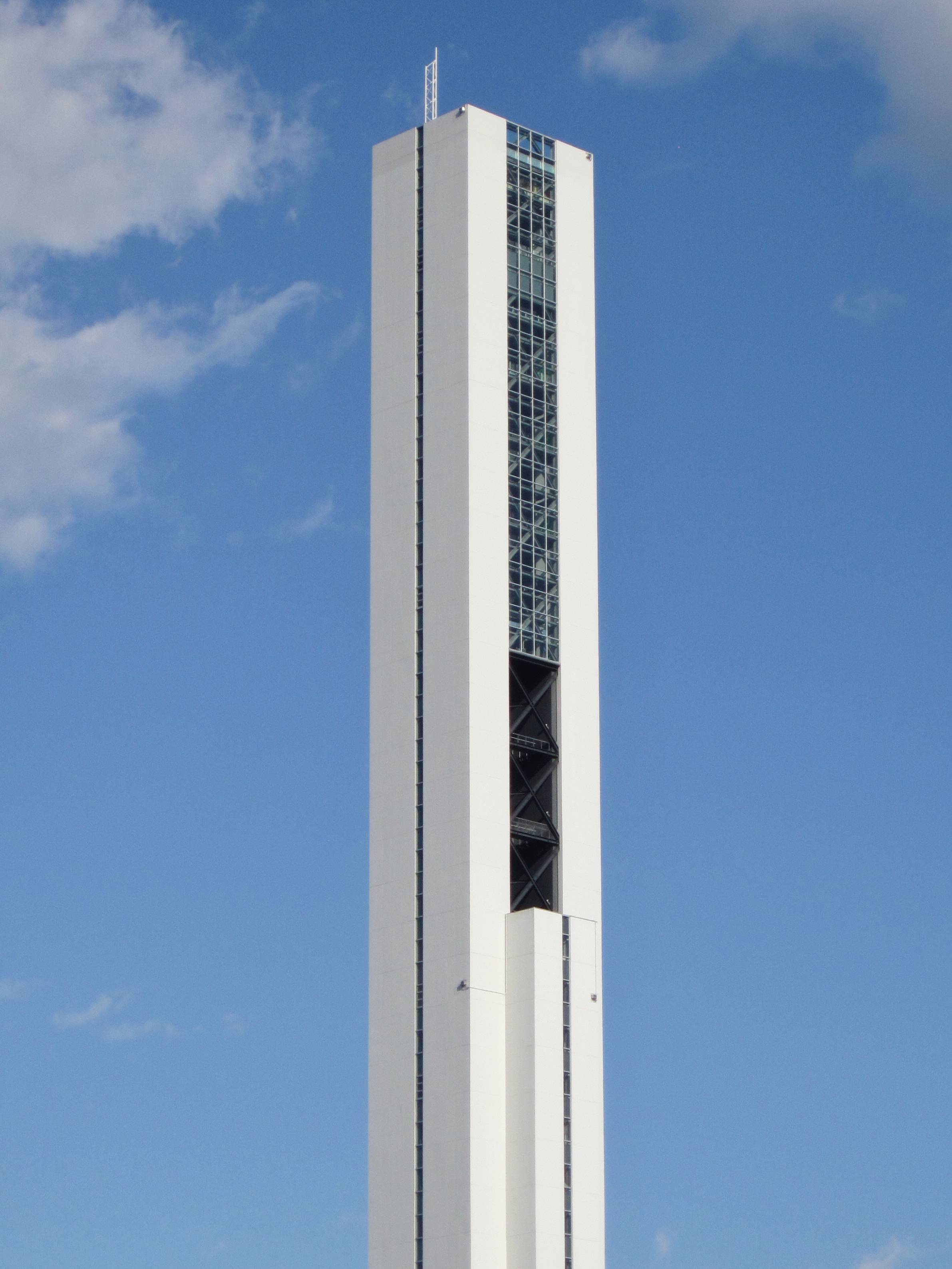
Der G1TOWER zur Erforschung von Fahrstühlen

Entlang der Nationalstraße 6 befinden sich zahlreiche Industriebetriebe, dazu gehören vor allem elektrotechnische Produkte, wie Antriebe für E-Lokomotiven, Motorsteuerungen, Aufzüge und Fahrtreppen, Produktionsanlagen für Maschinenbau und Fertigungstechnik sowie verschiedene Ausrüstungen für Stromversorgung und Energietechnik, die hier gefertigt werden. Mehrere Betriebe der Fahrzeugindustrie und des Transportwesens, wie Autos, Schwerfahrzeuge und Baumaschinen, sowie nanotechnische Entwickler haben sich ebenfalls hier angesiedelt. Hier befinden sich auch Fabriken zur Herstellung von Handys, Videokameras und anderer Handelswaren der Unterhaltungselektronik.
Neben dem Industriehafen mit Autoverladestelle gibt es auch noch den Fischereihafen und eine angrenzende Fischverarbeitung sowie verschiedene Betriebe der Lebensmittelindustrie.

## Angrenzende Städte und Gemeinden
- Mito
- Naka
- Tōkai
- Ōarai

## Städtepartnerschaften
- Nasushiobara, Japan, seit 1990
- Ishinomaki, Japan, seit 1996

## Einzelnachweise

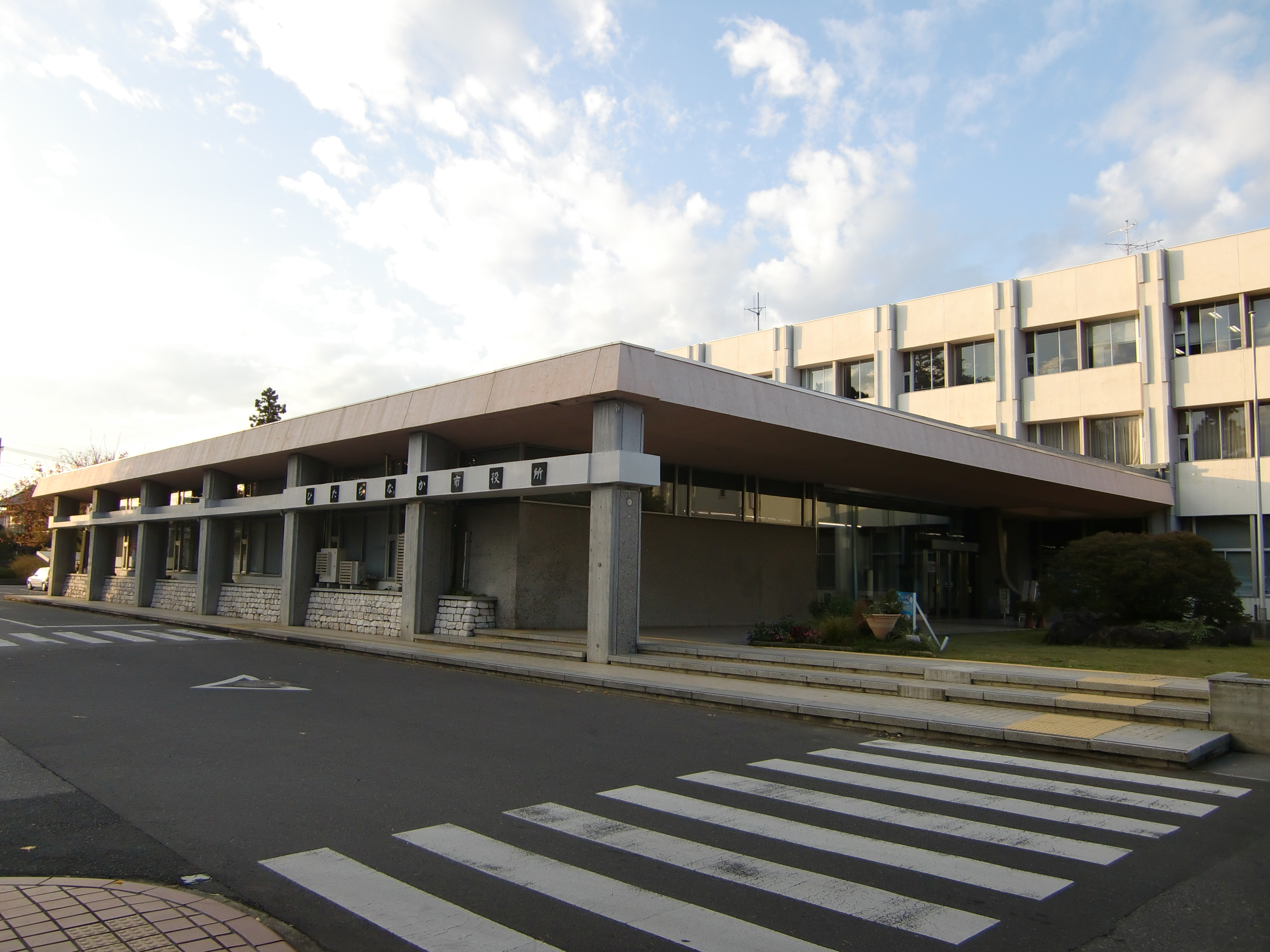
Das Rathaus in Hitachinaka

## Persönlichkeiten
- Taiki Hirato (* 1997), Fußballspieler